# Santău (gmina)
Santău – gmina w Rumunii, w okręgu Satu Mare. Obejmuje miejscowości Chereușa, Santău i Sudurău. W 2011 roku liczyła 2377 mieszkańców.